# Juribej (Gidai-félsziget)
A Juribej (oroszul: Юрибей) folyó Oroszország ázsiai felén, Nyugat-Szibéria északi részén, a Gidai-félszigeten. 

## Földrajz
Hossza: kb. 479 km, vízgyűjtő területe: 11 700 km², alsó folyásán évi közepes vízhozama: 65 m³/s.
A Jamali Nyenyecföld Tazovszkiji járásának folyója. A Gidai-félsziget délnyugati részén ered és északkelet felé tartva átszeli a félsziget jelentős részét. Kisebb tölcsértorkolatot alkotva ömlik a Kara-tenger Gidai-öblébe. A folyó partján, a torkolat közelében fekvő kis település neve is Juribej.
Főként hóolvadék táplálja. Október első harmadában befagy, és kb. nyolc és fél hónapon át jég borítja. Árvize június-augusztusban van. 
Vízgyűjtőjén nagyon sok tó és 1675 vízfolyás van, köztük tizenhat 50 km-nél hosszabb folyó. Területén általános az állandóan fagyott talaj (permafroszt).
Jelentősebb mellékfolyói
- jobb oldali: Nyeroszavej-Jaha (124 km), Szjakuta-Jaha (166 km), Amposz-Jaha (113 km)
- bal oldali: Toramju-Jaha (125 km), Ngarka-Mareta-Jaha (101 km)